# Cantonul Vierzon-1
Cantonul Vierzon-1 este un canton din arondismentul Vierzon, departamentul Cher, regiunea Centru, Franța.

## Comune
| Comune  | Populație (1999) | Cod poștal | Cod INSEE |
| ------- | ---------------- | ---------- | --------- |
| Vierzon | 29 719 (1)       | 18100      | 18279     |